# Дресвища (Талицкий сельсовет)
Дресвища — деревня в Кирилловском районе Вологодской области.
Входит в состав Талицкого сельского поселения, с точки зрения административно-территориального деления — в Талицкий сельсовет.
Расстояние по автодороге до районного центра Кириллова — 81 км, до центра муниципального образования Талиц — 16 км. Ближайшие населённые пункты — Каменщица, Котлово, Горушка.
По данным переписи в 2002 году постоянного населения не было.